# Блейн (окръг, Айдахо)
Вижте пояснителната страница за други значения на Блейн.
Окръг Блейн (на английски: Blaine County) е окръг в щата Айдахо, Съединени американски щати. Площ 6892 km² (3,18% от площта на щата, 7-о място по големина). Население – 22 024 души (2017), 17-о място по население в щата., гъстота 3,2 души/km². Административен център е град Хейли.
Окръгът е разположен в южната част на щата. Граничи със следните окръзи: на югозапад и запад – Камас, на северозапад – Елмор, на север – Къстър, на североизток – Бют, на изток – Бингам, на югоизток – Пауър, на юг – Каша, Минидока и Линкълн. В южната и югоизточната част на окръга релефът е равнинен, като заема горната част на обширната планинска равнина на река Снейк. Северозападните части са заети от планините Пионер и Сотут, части от Скалистите планини. Максимална височина връх Олд Хидман 11775 f (3589 m), в планината Пионер. В крайната северозападна част на окръга в планината Сотут се издига връх Сноусайд 10651 f (3246 m). В крайната югоизточна част на окръга, по границата с окръг Каша, протича участък от горното течението на река Снейк (ляв приток на Колумбия). От север на юг през окръга протича горното и част от средното течение на река Биг Ууд (десен приток Снейк), а на изток от нея – горното и част от средното течение на левия ѝ приток река Литъл Ууд.
Най-голям град в окръга е административният център Хейли 7960 души (2010 г.), втори по големина е град Кечъм 2589 души (2010 г.), разположен на 21 km северно от Хейли, а трети по големина е град Белвю 2287 души (2010 г.), на 8 km южно от Хейли,
През окръга преминават участъци от 3 междущатски шосета:
- Междущатско шосе  – 49 мили (78,8 km), от запад на изток, през централната част на окръга;
- Междущатско шосе  – 28 мили (45,1 km), от югозапад на североизток, през централната част на окръга;
- Междущатско шосе  – 28 мили (45,1 km), от югозапад на североизток, през централната част на окръга.

Окръгът е образуван на 5 март 1895 г., от обединяването на окръзите Алтурас и Логан и е наименуван в чест на Джеймс Блейн (1830 – 1993), кандидат за президент от републиканската партия през 1884 г. В близост до град Кечъм се намира туристическият център Сън Вали, в който през годините пребивават множество известни личности: Ърнест Хемингуей, Деми Мур, Джон Кери, Арнолд Шварценегер, Клинт Истууд, Силвестър Сталоун и др.